# 藤原重通 (大納言)
藤原 重通（ふじわら の しげみち）は、平安時代後期の公卿。藤原北家中御門流、権大納言・藤原宗通の五男。官位は正二位・大納言。

## 官歴
- 永久2年（1114年） 従五位上、備中守
- 永久5年（1117年） 左兵衛佐、左少将
- 元永3年（1120年） 右少将
- 保安3年（1122年） 正五位下
- 保安4年（1123年） 従四位下、右中将
- 大治5年（1130年） 中宮権亮、従四位上
- 天承2年（1132年） 正四位下
- 長承2年（1133年） 蔵人頭
- 長承3年（1134年） 参議
- 長承4年（1135年） 兼播磨権守
- 保延5年（1139年） 従三位
- 保延6年（1140年） 讃岐権守
- 永治元年（1141年） 権中納言、兼中宮権大夫、左兵衛督、皇太后宮権大夫
- 康治元年（1142年） 正三位
- 天養2年（1145年） 従二位
- 久安4年（1148年） 正二位
- 久安5年（1149年） 中納言
- 久安6年（1150年） 中宮大夫、右衛門督
- 仁平2年（1152年） 左衛門督
- 保元元年（1156年） 権大納言、皇后宮大夫、淳和院別当
- 保元3年（1158年） 皇太后宮大夫
- 保元4年（1159年） 中宮大夫
- 平治2年（1160年） 大納言

## 系譜
- 父：藤原宗通
- 母：藤原顕季の娘
- 妻：源師頼の娘
- 養子
  - 男子：藤原家通 - 師実流藤原忠基の次男